# Rasa de la Inagotable
La rasa de la Inagotable está situado en el macizo oriental de los Picos de Europa o Ándara. Tiene una altitud de 2284 metros.